# Трехо Эскивель, Луис
Лу́ис Тре́хо Эскиве́ль (исп. Luis Trejo Esquivel) — гватемальский революционер, один из основателей Революционного движения 13 ноября (MR-13).

## Биография
13 ноября 1960 года группа молодых офицеров, назвавшихся «Ротой Иисуса», предприняла попытку государственного переворота. Во главе стояли молодые офицеры, в частности, специалист по разведке лейтенант Марко Антонио Йон Соса, рейнджер младший лейтенант Луис Турсиос Лима и младший лейтенант Луис Трехо Эскивель, не имевшие тогда левых взглядов (во время учёбы в Политехнической школе Трехо Эскивель и Турсиос Лима были друзьями будущего правительственного генерала Эктора Грамахо).
Повстанцам удалось захватить военную базу в приморском департаменте Сакапа и бо́льшую часть Восточного военного округа, но уже через два дня с помощью правительственных танковых частей и ВВС бунт был подавлен. Не пожелавшие сдаться офицеры ушли в горы, где вскоре создали Революционное движение 13 ноября.
В январе 1963 года были созданы 3 партизанских фронта в разных департаментах страны, фронтом «Лас Гранадильяс» в департаментах Сакапа и Чикимула командовал Луис Трехо.